# Acosta Music Co.
Acosta Music Co. est une entreprise artisanale de lutherie, créée en 1920 par Guadalupe Acosta, à San Antonio au Texas. La marque est devenue célèbre grâce à la qualité des Bajo sextos que l'on produisait à la main dans ses ateliers. Elle a été reprise, après 1974, par Mike Acosta, petit-fils du fondateur sous le nom Acosta Instrument Repair.

## Histoire
Domingo Acosta, le père de Guadalupe Acosta, est un charpentier, un luthier et un musicien qui habitait à Lagos de Moreno, dans l'État de Jalisco, au Mexique, et qui y décède en 1899. plusieurs de ses fils, sans doute à cause des violences de la Révolution mexicaine, sont déjà installés, vers 1916, à Nuevo Laredo.
L'histoire de l'entreprise commence en 1920, lorsque Guadalupe Acosta s'installe avec sa famille à San Antonio et y crée Acosta Music Co., un magasin d'instruments de musique, sur Houston Street, dans le centre-ville de San Antonio,,. L'entreprise se présente alors comme Acosta Music & Mfg. Co Texas, Guadalupe Acosta,” Fabricantes de Toda Clase de Instrumentos de Cuerda y Encordadura (Acosta Music & Mfg. Co Texas, Guadalupe Acosta, Fabricants de toutes les classes d'instrument à cordes et de cordes),.
Elle produit des bajo sexto, des guitares à 12 cordes, des guitares classiques, des harpes, des violons et des recueils de chansons. La plupart des guitares ont une table en épicéa, un dos et des éclisses en acajou. Des modèles plus raffinés ont une table en épicéa dont le grain est lisse, des éclisses en palissandre et un manche en acajou. Les modèles les plus luxueux ont un dos et des éclisses en noyer. Les instruments de l'époque de la Grande Dépression étaient parfois confectionnés avec du bois récupéré sur les crosses d'armes hors d'usage et du fil de fer qui provenait de cintres..
Guadalupe Acosta a embauché Martin Macias quand il est arrivé du Mexique pour s'installer à San Antonio. Martin Macias a travaillé dans l'atelier de Guadalupe Acosta pendant environ huit ans, puis il a créé. Les musiciens de Conjunto norteño apprécient les bajo sexto construits par la famille Macias parce qu'ils sont lourds et dotés d'un manche épais. Selon Mike Acosta, les bajo sexto que sa famille fabriquait, sont plus légers et ont des manches plus minces. Son père et son grand-père étaient convaincus que l'instrument doit être pratique et doit réagir vite. Les bajo sexto fabriqués par Martin Macias sont très réputés. Ses fils, Alberto Macias et Luis Macias, et petit-fils ont perpétué son savoir-faire. Son petit-fils George continue de fabriquer des instruments de belle qualité, à San Antonio.
Les fils de Guadalupe Acosta - Miguel Acosta, Luis Acosta et Jesse Acosta- travaillent également dans l'entreprise. Mais seul Miguel Acosta, le père de Mike Acosta, a pris la relève du métier de luthier. Jesse répare des instruments de musique et Luis, paralysé par la poliomyélite infantile, s'occupe des ventes. La guitare à 12 cordes que Celia Mireles Martinez utilisait, et qui semble avoir appartenu au frère de Lydia Mendoza avait été fabriquée par Guadalupe Acosta ou par Miguel Acosta.
En 1937, un photographe du San Antonio Light, le journal local, a visité le magasin et a pris un certain nombre de photographies qui donnent un regard exceptionnel sur un atelier de constructeurs d'instruments à cette époque.
Miguel Acosta est devenu un luthier accompli après le retour de son engagement dans la Seconde Guerre mondiale. Il a construit, à son usage personnel, car il était aussi musicien professionnel, en 1947, un bajo sexto doté d'un manche à douze cordes, d'un manche à six cordes et équipé de micros, qui lui permettait de ne pas changer d'instrument en fonction des morceaux, et qui fait de lui l'un des pionniers, aux côtés de Les Paul, Leo Fender, Paul Bigsby, Adolph Rickenbacker (en), George Beauchamp et Paul Tutmarc (en) de la fabrication d'instruments électro-acoustiques et électriques, aux États-Unis,.
À la fin des années 1940, Guadalupe Acosta réinstalle l'entreprise familiale à l'angle de Smith Street et de Travis Street. Pendant les années 1950, la demande de sextos bajo devient si forte qu’ils passent le plus clair de leur temps à en fabriquer et qu’ils ne produisent plus de guitares à six ou douze cordes. Les bajo sexto Acosta sont connus pour la clarté de leur ton. Santiago Jimenez Jr. a dit que c'était les bajo sexto que son père, Don Santiago Jimenez, et son frère, Flaco Jimenez préféraient. C'est avec un instrument de cette marque que Flaco Jimenez, âgé de 12 ans, joue « No Tuve La Dicha », le premier enregistrement sur lequel il accompagne son père.
L'historien James McNutt, ancien directeur de la recherche et des collections à « l'Institute of Texan Cultures » (Institut des cultures texanes), se souvient de Miguel Acosta comme un "homme ordinaire" mais aussi comme quelqu'un de fier "qui faisait un travail important" en matière d'innovation dans le domaine de la guitare.
Au milieu des années 1980, Miguel Acosta a participé à un projet pour l'Institut des cultures texanes qui a documenté la construction étape par étape d'un sexto bajo traditionnel qui est conservé dans les collections de l'université. Comme son père Guadalupe Acosta, Miguel Acosta est un musicien professionnel de formation classique qui se produit en tant que mariachi, ainsi que comme membre d'orquestas et de conjuntos,.
Mike Acosta a repris le flambeau familial vers 1974, sous le nom de « Acosta Instrument Repair », dans un nouveau magasin où il répare des instruments, mais n'en fabrique plus. Il prend sa retraite vers 2013-2014.